# Apparizione della Croce a Costantino
L'Apparizione della Croce a Costantino è un dipinto a olio su tela (520x402 cm) di Grazio Cossali, datato al 1606 e conservato nella cappella delle Sante Croci del Duomo vecchio di Brescia, sulla parete sinistra.

## Storia
Le origini del dipinto si accomunano a quelle della Donazione di Namo di Baviera di Antonio Gandino, che specchia la tela del Cossali sulla parete destra della cappella. Le due tele vengono inizialmente concepite come parte di un ciclo iconografico più ampio, così come si ricava da un documento dell'epoca reso noto nel 1990: i dipinti dovevano essere in totale cinque, raffiguranti l'Apparizione della Croce a Costantino, Sant'Elena ritrova la Croce a Gerusalemme, Carlo Magno riceve la reliquia della Croce da Costantino IV, Carlo Magno dona la reliquia della Croce a Namo di Baviera e Namo di Baviera dona la reliquia della Croce alla città di Brescia.
Il ciclo avrebbe così ricostruito, per fasi successive, la leggenda ritenuta alle origini della Reliquia Insigne, principale pezzo del tesoro delle Sante Croci del Duomo vecchio, conservato proprio all'interno della cappella delle Sante Croci che, all'inizio del Seicento, si stava restaurando. In realtà, vengono eseguiti solo il primo e l'ultimo episodio dell'elenco, affidando il primo a Grazio Cossali e il secondo a Antonio Gandino. Non è nota documentazione in grado di chiarire il motivo di questa scelta, anche se, probabilmente, si privilegiò il grande formato delle tele in accordo con il gusto diffuso dalla cultura tardo manierista, incline ad apprezzare le grandi costruzioni scenografiche. Le ridotte dimensioni della cappella, infatti, avrebbero forzatamente ridotto le dimensioni di ogni singolo dipinto.
La tela, terminata nel 1606, viene affissa alla parete sinistra della cappella e conserva ancora oggi la collocazione originale.

## Descrizione
Il dipinto, molto concitato, raffigura l'episodio religioso saliente della battaglia di Ponte Milvio di Costantino I, quando l'imperatore vede in cielo la croce accompagnata della scritta In hoc signo vinces. La visione dell'imperatore sta avvenendo nella parte destra della tela, in cui si vede Costantino inginocchiato rivolto verso la Croce apparsa in alto, fra raggi di luce e angioletti. Poco più in basso, un altro angelo reca un lungo nastro con la scritta In hoc signo vinces.
A sinistra, in secondo piano rispetto all'edificio che fa da sfondo alla visione, sta avendo luogo la vittoria delle truppe di Costantino su quelle di Massenzio, in fuga. Fanno da contorno alla scena numerosissime figure in vari atteggiamenti, tra cui uno scudiero accanto a un cavallo impennato che occupa l'intera area sinistra della metà inferiore del dipinto.
Il racconto storico del Cossali è punteggiato di "anacronismi" volontari, inseriti con l'evidente intenzione di esaltare la presenza dei vari cimeli del tesoro delle Sante Croci. Innanzi tutto, la croce apparsa a Costantino è a doppia traversa, ricalcante la forma della Reliquia Insigne. Un'altra croce a doppia traversa si vede a coronamento dell'insegna legionaria dorata che si erge in mezzo alla battaglia, sullo sfondo. Poco più in alto di quest'ultima si scorge la Croce del Campo in cima a un'asta su cui è appeso l'Orifiamma, lo stendardo comunale di Brescia.

## Stile
La vasta composizione pittorica, molto scenografica, appartiene al gruppo delle grandi e teatrali pitture che costellano la produzione del Cossali, ad esempio la di poco precedente Apparizione dei santi Faustino e Giovita in difesa di Brescia per la chiesa dei Santi Faustino e Giovita, realizzate in momenti diversi nel contesto ideologico della Controriforma, della quale il pittore fu interprete convincente. La notevole attitudine del Cossali in questo senso, secondo Luciano Anelli (1978), gli procurò "commissioni frequenti e numerose da parte di religiosi, i quali, come si evince da taluni documenti, dovettero apprezzarlo di più degli esperti ed intenditori d'arte". La tela, infatti, non riscosse un vivo apprezzamento dagli autori della letteratura artistica locale, sebbene l'opera debba essere considerata una delle maggiori di tutta la sua produzione.
Prosegue l'Anelli: "Al Cossali le scene di battaglia indubbiamente piacevano per le possibilità che offrivano di ampie orchestrazioni di masse, mezzi, uomini, cavalli". Nel dipinto sono rilevabili influssi dal Tintoretto e, in particolare, dai Fasti di Federico II di Mantova, certamente studiati dal Cossali nella sua ottica professionale data la facile accessibilità di cui godevano. Un'analisi minuziosa delle figure e degli svariati temi affrontati nella tela permette la redazione di un vero e proprio elenco di spunti e prestiti mutuati dal Cossali dal repertorio lombardo e non, entrati nel suo lessico pittorico come riferimenti irrinunciabili.
Il grande cavallo a sinistra, ad esempio, può dirsi tratto dal monumentale cavallo del Moretto nella sua Conversione di san Paolo per la chiesa di Santa Maria presso San Celso di Milano, mentre la folla di picchieri e lo sfondo montano sono assimilati dalle numerosi incisioni circolanti allora della straordinaria Battaglia di Alessandro e Dario a Isso di Albrecht Altdorfer.